# Ataifor de Guadalajara
El ataifor de Guadalajara es un recipiente de cerámica verde y manganeso datado de la segunda mitad del siglo X, durante el Califato de Córdoba, que fue hallado en la ciudad de Guadalajara, España. Su relevancia radica en que alberga una representación figurativa del califa, probablemente Abderramán III (r. 929-961), una de las escasas piezas halladas con esta temática en todo el periodo medieval.

## Historia
El ataifor fue hallado durante unas excavaciones en la esquina entre las calles Miguel de Cervantes y Luis de Lucena de la ciudad de Guadalajara al derruir un edificio, última vivienda de Tomás Camarillo. Esta actividad arqueológica se realizó de urgencia entre 2010 y 2012, cuando Castrum Patrimonio Histórico S.L. extrajo todos los fragmentos que actualmente componen el ataifor. Los materiales se depositaron en el Museo de Guadalajara hasta que se permitió su restauración en la Escuela Superior de Conservación y Restauración de Bienes Culturales de Madrid entre 2014 y 2017. Las excavaciones revelaron un depósito cerámico en el que se encontraba el ataifor; varios años de reconstrucción y análisis detallado han permitido recuperar la pieza en un 70 %.
La pieza se expuso por primera vez en el Museo de Guadalajara en la exposición temporal «El Ataifor de Guadalajara. La imagen del califa andalusí» entre el 18 de mayo y el 2 de octubre de 2022.

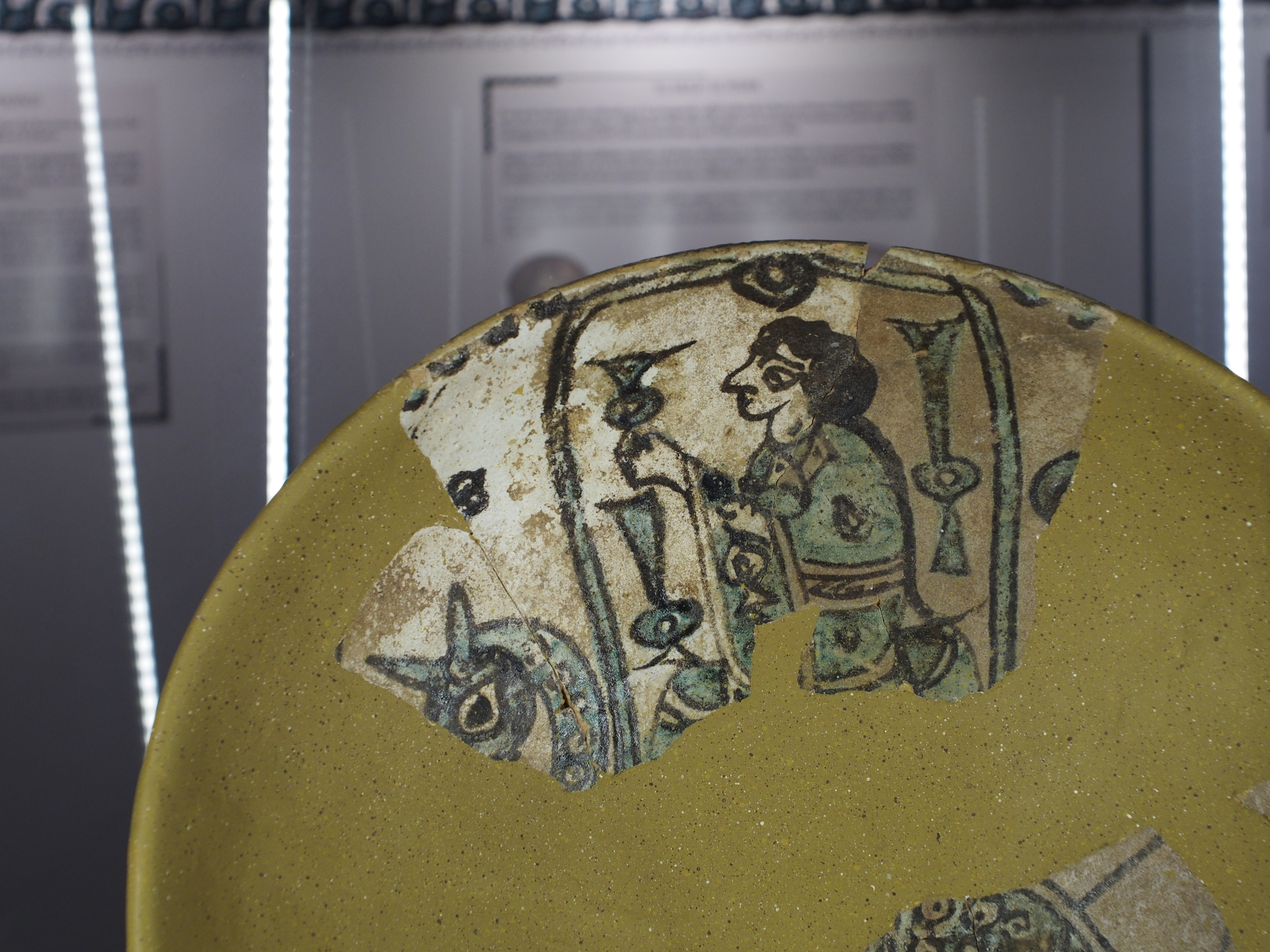
El califa, detalle del ataifor.

## Descripción
El califa aparece sentado sobre un equino o un camello y lleva numerosos símbolos de califa o príncipe de los creyentes, como un palio, dos jarras, un ave, una redoma e incluso lleva una trenza. El palio hace la función de trono, ya que lo rodea por completo; mientras que la trenza, a pesar de que no ser común, puede ser un símbolo de legitimidad omeya, ya que las crónicas expresan que su antepasado Abderramán I (r. 756-788) portaba dos largas trenzas. El ave representa a los fieles, ya que el califa los lleva en la mano como guía religioso, mientras que la redoma representa el poder de arrebatar o perdonar la vida a sus súbditos. Por último, según los estudiosos, al pie del ataifor se visualiza el árbol de la vida islámico, el jardín del Edén, sobre dos ramas menores que representan al Califato abasí y el Califato fatimí, sobre el que prevalece el Omeya; mientras que las copas se identifican con el poder, en este caso hay dos, con lo que Abderramán se está declarando soberano de Oriente y Occidente.